# نزهة (غيزانية)
نزهة (بالفارسية: نزهه) هي منطقة سكنية وتقع في إيران في قسم غيزانية الريفي. يقدر عدد سكانها بـ 2,446 نسمة .